# تومویوکی ایتامورا
تومویوکی ایتامورا (انگلیسی: Tomoyuki Itamura؛ زادهٔ) پویانما، کارگردان فیلم، هنرمند استوری بورد اهل ژاپن است. وی از سال ۲۰۰۲ میلادی تاکنون مشغول فعالیت بوده‌است.